# 有永雅久
有永 雅久（ありなが がく、2004年6月19日 - ）は、日本の子役である。
スマイルモンキーに所属。2009年ごろにデビューし、「スタジオ ラヴュー」七五三ファッションショーに参加が最初の仕事である。趣味はギター、ブロック。

## 主な出演

### テレビドラマ
- 全開ガール（2011年7月 - 9月、フジテレビ） - 三つ葉の森保育園園児役
- 聖なる怪物たち（2012年1月 - 3月、テレビ朝日） - 太田由紀の息子・智樹役

### バラエティ
- 爆笑 大日本アカン警察SP（2012年3月、フジテレビ）
- 中居正広の金曜日のスマたちへ （2012年、TBS）

### CM
- Kracie「ナイーブ」（2011年）
- Kracie「ナイーブ・肌アミノ理論 アミノで防ぎます編」（2012年）